# Liste von Bergbaurevieren in Deutschland
In Deutschland bezieht sich der Begriff Bergbaurevier vor allem auf Regionen, in denen Braunkohle, Steinkohle, Kalisalz und Metalle abgebaut werden oder wurden.

## Steinkohlereviere
- Aachener Revier (NRW, Belgien, Niederlande)
  - Inderevier
  - Wurmrevier
- Döhlener Bergbaurevier (Freital, Sachsen)
- Ibbenbürener Steinkohlenrevier (NRW)
- Lugau-Oelsnitzer Steinkohlenrevier (Sachsen)
- Rheinisch-Westfälisches Steinkohlerevier (NRW)
- Saarrevier (Saarland, Frankreich)
- Zwickauer Steinkohlenrevier (Sachsen)

## Braunkohlereviere
- Braunschweigisch-Helmstedtisches Braunkohlerevier (Niedersachsen)
- Lausitzer Braunkohlerevier
  - Niederlausitzer Braunkohlerevier (Brandenburg, Sachsen)
  - Oberlausitzer Bergbaurevier (Sachsen, Polen)
- Mitteldeutsches Braunkohlerevier (Sachsen-Anhalt, Sachsen, Thüringen)
  - Bergbaurevier Südraum Leipzig
  - Bitterfelder Bergbaurevier
  - Geiseltal
- Oberpfälzer Braunkohlerevier (Bayern)
- Rheinisches Braunkohlerevier (NRW)
- Nordhessisches Braunkohlerevier (Hessen)
  - Borkener Braunkohlerevier (Hessen)

## Erzbergbau
Derzeit findet in Deutschland kein Erzabbau statt. Lediglich durch die Barbara Erzbergbau in Porta Westfalica werden Erze abgebaut, die jedoch nicht der Verhüttung, sondern der Erzeugung gebrochener Mineralstoffe dienen
- Aachener Revier (NRW)
- Arnsberger Erzrevier (NRW)
- Bayerischer Wald (Bayern)
- Bensberger Erzrevier (NRW/Bergisches Land)
- Bergrevier Diez (RP)
- Eifel
  - Bergrevier Aachen
  - Bergrevier Bad Neuenahr
  - Bergrevier Coblenz
  - Bergrevier Cöln-West
  - Bergrevier Düren
  - Bergrevier Düren
  - Bergrevier Kommern-Gemünd
  - Bergrevier Trier
  - Bergrevier Trier-St. Wendel
- Erzgebirge (Sachsen)
  - Altenberger Zinnrevier
  - Annaberger Bergwerksrevier
  - Freiberger Bergrevier
  - Marienberger Revier
  - Schlemaer Revier
  - Schneeberger Revier
- Harz (Sachsen-Anhalt, Niedersachsen)
- Hattingen (NRW)
- Oberhausen (NRW)
- Lahn-Dill-Gebiet (Hessen)
  - Bergrevier Diez (Hessen/RP(Westerwald)/Taunus)
  - Bergrevier Dillenburg (Hessen/RP(Westerwald))
  - Bergrevier Weilburg (Hessen)
  - Bergrevier Wetzlar (Hessen)
- Mansfelder Revier (Sachsen-Anhalt)
- Peine-Salzgitter-Revier
- Sauerland (NRW/RP)
  - Bergrevier Arnsberg (NRW)
  - Bergrevier Brilon (NRW)
  - Bergrevier Olpe (NRW)
- Siegerländer Erzrevier (NRW/RP)
  - Bergrevier Burbach (NRW)
  - Bergrevier Hamm an der Sieg (RP)
  - Bergrevier Daaden-Kirchen (RP)
  - Bergrevier Müsen (NRW)
  - Bergrevier Siegen I (NRW)
  - Bergrevier Siegen II (NRW)
- Thüringer Wald (Thüringen)
- Werden (NRW)
- Witten (NRW)

## Salzabbau
- Werra-Kalirevier (entlang des Flusses Werra in Thüringen, Hessen)
- Salzgitter (Niedersachsen, Sachsen-Anhalt)
- Wendland (Niedersachsen)

## Abbau von Schwerspat und Flussspat
- Oberwolfach (Baden-Württemberg)